# Clara Bow

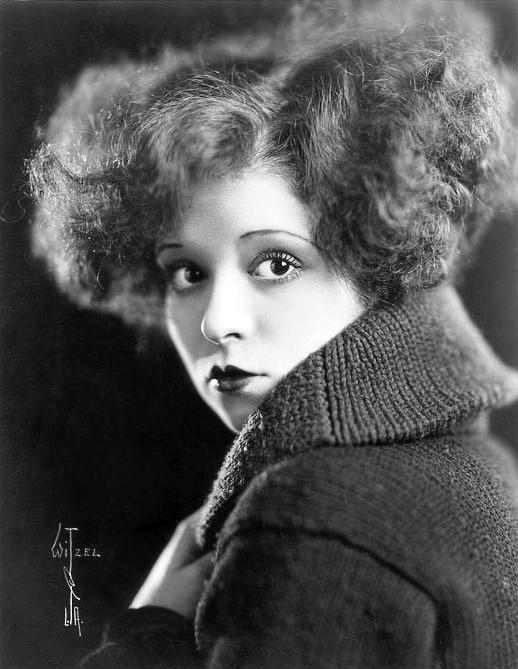
Clara Bow (1920er-Jahre)

Clara Gordon Bow (* 29. Juli 1905 in Brooklyn, New York; † 27. September 1965 in Culver City, Kalifornien) war eine US-amerikanische Schauspielerin, die in den späten Stummfilmtagen berühmt wurde. Sie gilt als Sexsymbol der 1920er-Jahre und durch ihr Mitwirken an der Komödie Das gewisse Etwas mit dem Originaltitel It als „das erste It-Girl“.

## Leben
Clara Bow hatte eine schwierige Kindheit. Ihre Mutter litt laut Diagnose an Epilepsie und einer dadurch entstandenen Psychose, ihr Vater war alkoholkrank. Beide Eltern wurden ihr gegenüber übergriffig. Nach dem Gewinn eines Schönheitswettbewerbes wurde sie für das Kino entdeckt und drehte ihren ersten Film im Alter von siebzehn Jahren. 1924 wurde sie unter die WAMPAS Baby Stars des Jahres gewählt. Ihren Durchbruch zum Star hatte sie 1925 mit den Filmen The Plastic Age und Dancing Mothers, der sie neben Alice Joyce zeigte.
In ihren weiteren Filmen entwickelte ihr Studio Paramount Pictures sie zu einem der bekanntesten Flapper der Zeit. In der Popularität konnte sie zeitweise mit Colleen Moore – die 1923 in dem Film Flaming Youth eine Frisur mit Namen Bubikopf und das Image des Flappers überhaupt bekannt gemacht hatte – und Joan Crawford konkurrieren.

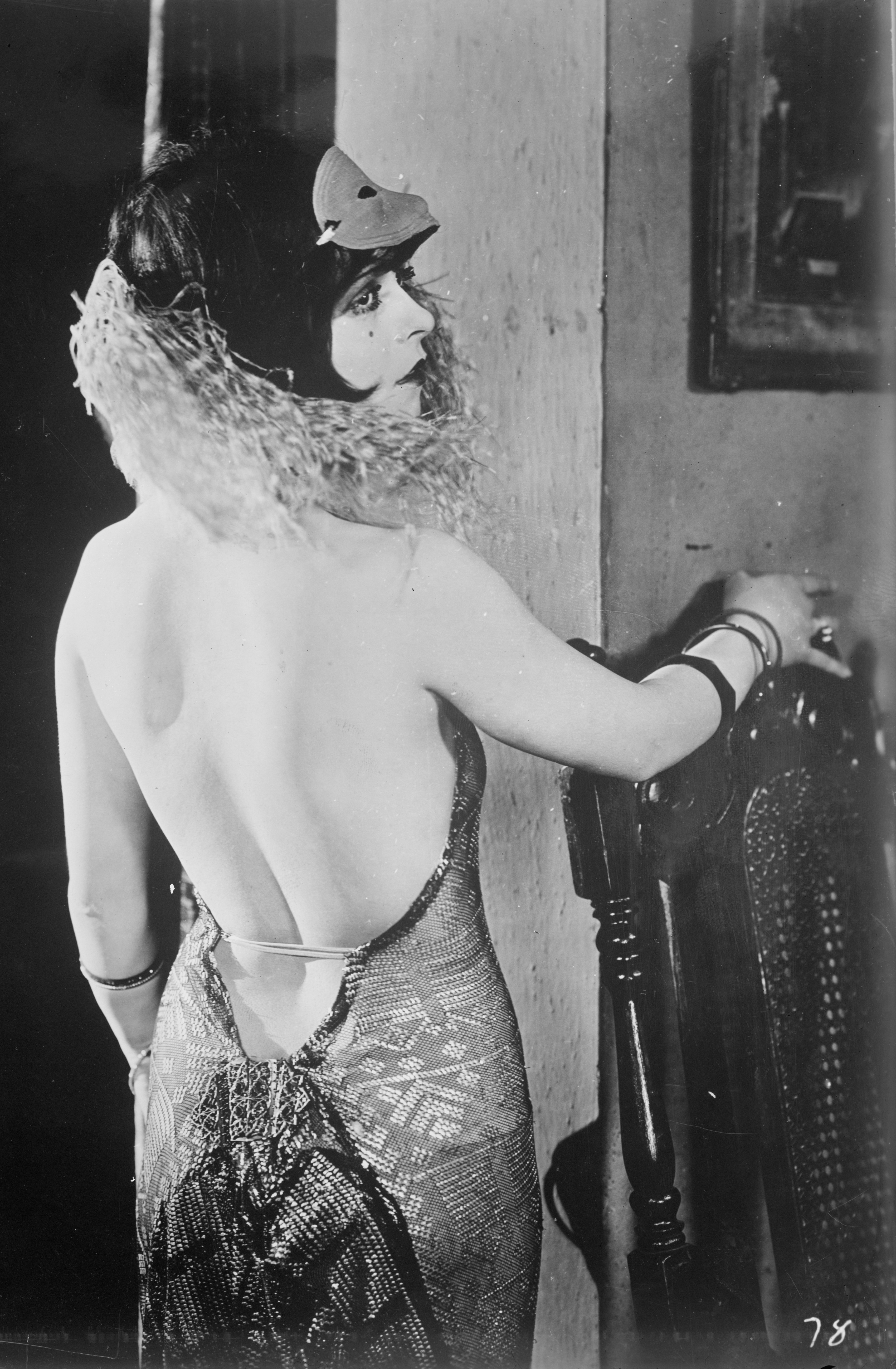
Clara Bow in My Lady of Whims (1925)

Vor allem die Besetzung mit der Hauptrolle in dem Film It aus dem Jahr 1927 führte dazu, dass man bis heute in den USA bei einer attraktiven Frau mit starker Präsenz von einem It-Girl spricht. Es war die Verfilmung eines Romans der damals populären Schriftstellerin Elinor Glyn. Eine landesweite Publicity-Aktion von Paramount diente dem Ziel, genau die Schauspielerin zu finden, die „It“ habe, das gewisse Etwas. Elinor Glyn persönlich wählte Clara Bow aus, deren Karriere hierdurch einen starken Schub erhielt. Die Presse berichtete zu der Zeit auch intensiv über Claras turbulentes Liebesleben. Sie hatte teilweise gleichzeitig Affären u. a. mit Persönlichkeiten wie Bela Lugosi, Gary Cooper, Victor Fleming oder John Gilbert.
Neben den üblichen Romanzen spielte Bow gelegentlich auch in anspruchsvollen Filmen mit – so 1927 in dem Kriegsdrama Wings, das auf der ersten Oscarverleihung den Oscar als bester Film gewann. Die Schauspielerin war zu diesem Zeitpunkt der größte weibliche Star der Paramount Studios. Mit Beginn der Tonfilmära begann sich der Publikumsgeschmack zu wandeln, und das Image von Bow als Flapper und It-Girl passte nicht mehr in die Zeit der Weltwirtschaftskrise. Mit Nancy Carroll, Marlene Dietrich, Ruth Chatterton, Kay Francis und Frances Dee standen dem Studio mittlerweile andere weibliche Stars zur Verfügung.
Ihr bisheriger Förderer B. P. Schulberg fand in der jungen Schauspielerin Sylvia Sidney einen Ersatz für Bow, deren Gewichtsprobleme zusätzlich ihr vorheriges Image als Sexsymbol konterkarierten. Sie verlor die weibliche Hauptrolle in City Streets an Sidney und verließ das Studio nach einem heftigen Streit. Dank Call Her Savage konnte sie 1932 jedoch ein Comeback bei der Fox Film Corporation starten. MGM wollte sie bereits für die Filmkomödie Feuerkopf besetzen, doch psychische Probleme verhinderten den Einsatz. Die Rolle ging an Jean Harlow, die einige Jahre vorher eine kleine Rolle in dem Clara-Bow-Film The Saturday Night Kid gespielt hatte. Im nächsten Jahr lieferte Jean Harlow in Bombshell eine Parodie auf einige Aspekte aus Bows Privatleben ab.

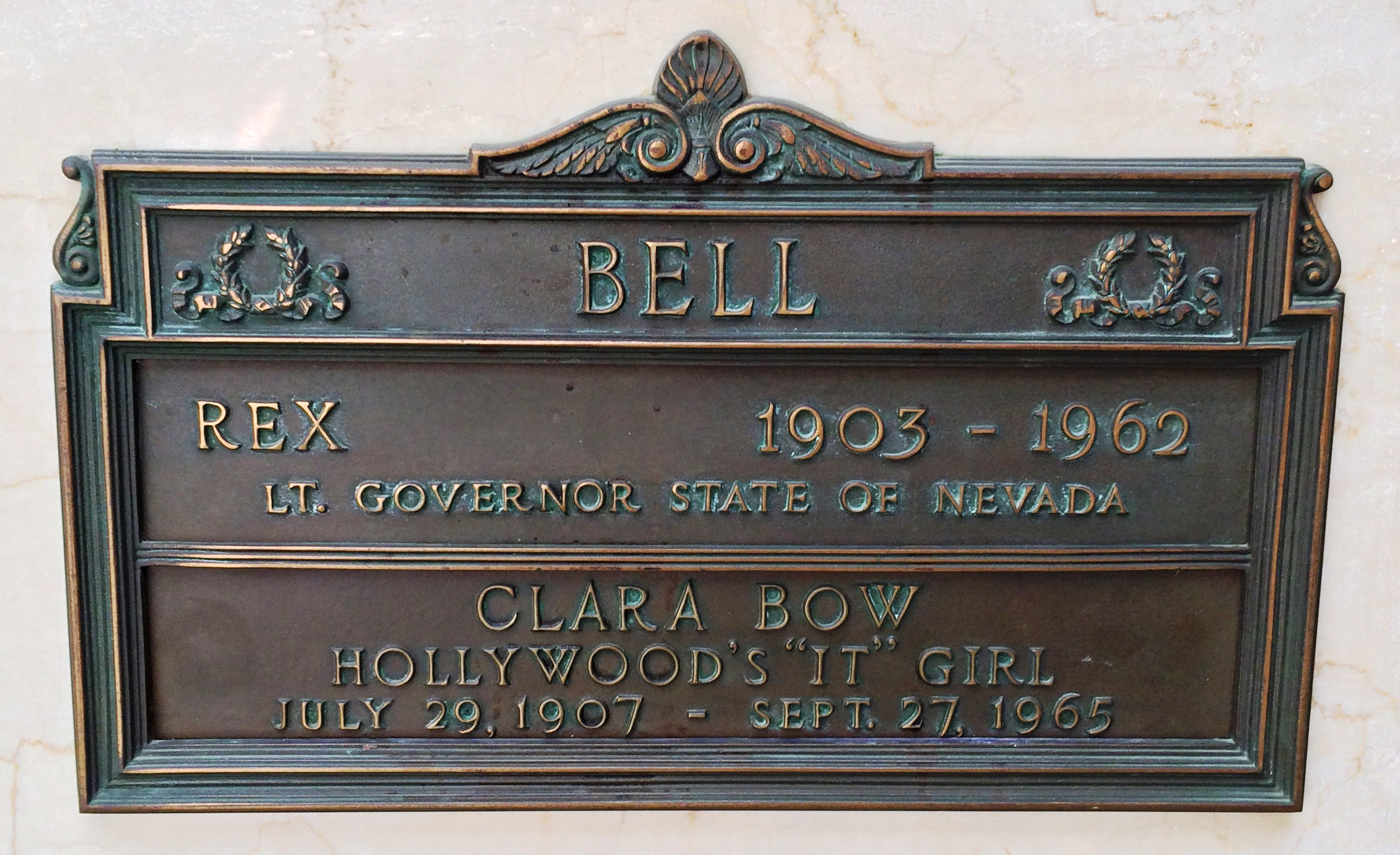
Clara Bows Grab in Glendale. Das auf dem Grabstein angegebene Geburtsjahr 1907 gilt heute als widerlegt.

Bow drehte einen letzten Film und zog sich 1933 ins Privatleben auf eine Ranch in Nevada zurück, wo sie mit dem Westernschauspieler und Politiker Rex Bell lebte, den sie 1931 geheiratet hatte. Dort bekam sie zwei Söhne. Ihr psychischer Zustand verschlechterte sich zusehends; sie wurde menschenscheu und soll einen Suizidversuch unternommen haben. 1949 diagnostizierten Ärzte bei ihr eine Schizophrenie. Bow kehrte nach der Diagnose nicht nach Nevada zu ihrer Familie zurück, sondern lebte den Rest ihres Lebens zurückgezogen mit einer Betreuerin in einem Bungalow in Culver City. In ihren letzten Lebensjahren erlebte sie noch eine Wiederentdeckung ihrer Filme. Sie starb im September 1965 mit 60 Jahren an Herzversagen. Ihr Grab befindet sich im Freedom Mausoleum im Forest Lawn Memorial Park in Glendale, Kalifornien.
Ihr zu Ehren gibt es seit 1960 einen Stern auf dem Hollywood Walk of Fame (1500 Vine Street).
Von dem britischen Musikprojekt Sieben ist 2012 das Stück „Sleep, Clara Bow“ erschienen.

## Filmografie (Auswahl)
- 1922: Beyond the Rainbow
- 1922: Down to the Sea in Ships
- 1923: Frauenfeinde (Enemies of Woman)
- 1923: The Pill Pounder (Kurzfilm)
- 1923: The Daring Years
- 1923: Maytime
- 1923: Black Oxen
- 1924: Grit
- 1924: Poisoned Paradise: The Forbidden Story of Monte Carlo
- 1924: Kinder der Freude (Daughters of Pleasure)
- 1924: Wine
- 1924: Der Kampf mit dem Schatten (Empty Hearts)
- 1924: Helen’s Babies
- 1924: Die Straßensängerin von New York (This Woman)
- 1924: Black Lightning
- 1925: Der elektrische Stuhl (Capital Punishment)
- 1925: Hochstapler der Liebe (The Adventurous Sex) (verschollen)
- 1925: My Lady’s Lips
- 1925: Eve’s Lover
- 1925: The Lawful Cheater
- 1925: The Scarlet West
- 1925: Parisian Love
- 1925: Küss mich noch einmal (Kiss Me Again)
- 1925: The Keeper of the Bees
- 1925: The Primrose Path
- 1925: Free to Love
- 1925: Der König der Gaukler (The Best Bad Man)
- 1925: The Plastic Age
- 1925: The Ancient Mariner
- 1925: My Lady of Whims
- 1926: Shadow of the Law
- 1926: Two Can Play
- 1926: Dancing Mothers
- 1926: Fascinating Youth
- 1926: The Runaway
- 1926: Der Weiberfeind (Mantrap)
- 1926: Fünf Minuten Angst (Kid Boots)
- 1927: Das gewisse Etwas (It)
- 1927: Children of Divorce
- 1927: Rough House Rosie
- 1927: Wings (Wings)
- 1927: Hula
- 1927: Bin ich ihr Typ? (Get Your Man)
- 1928: Vier Herren suchen Anschluß (Red Hair)
- 1928: Steckbrieflich verfolgt (Ladies of the Mob)
- 1928: Das Mädel aus der Tanzbar (The Fleet’s In)
- 1928: Übern Sonntag, lieber Schatz (Three Week Ends)
- 1929: The Wild Party
- 1929: Dangerous Curves
- 1929: The Saturday Night Kid
- 1930: Paramount-Parade (Paramount on Parade)
- 1930: True to the Navy
- 1930: Love Among the Millionaires
- 1930: Her Wedding Night
- 1931: No Limit
- 1931: Kick In
- 1932: Call Her Savage
- 1933: Hoopla
- 1949: Screen Snapshots 1860: Howdy, Podner (Kurzfilm)